# Vòng loại Giải vô địch bóng đá thế giới 2006 – Khu vực châu Âu (Bảng 7)
Bảng 7 vòng loại giải vô địch bóng đá thế giới 2006 khu vực châu Âu là một bảng đấu thuộc vòng loại khu vực châu Âu. Bảng đấu gồm sự góp mặt của các đội Bỉ, Bosna và Hercegovina, Litva, San Marino, Serbia và Montenegro và Tây Ban Nha.
Kết thúc vòng đấu, đội đầu bảng Serbia và Montenegro giành 1 suất vào vòng chung kết World Cup 2006. Đội nhì bảng Tây Ban Nha đi đấu vòng play-off khu vực châu Âu.

## Vị trí xếp hạng
| Chú thích                                                                                 |
| ----------------------------------------------------------------------------------------- |
| Các đội đầu bảng và hai đội nhì bảng có thành tích tốt nhất được vào thẳng vòng chung kết |
| các đội nhì bảng còn lại tham gia vòng play-off                                           |

| Đội tuyển            | Tr | T | H | Th | Bt | Bb | Hs  | Đ  |
| -------------------- | -- | - | - | -- | -- | -- | --- | -- |
| Serbia và Montenegro | 10 | 6 | 4 | 0  | 16 | 1  | +15 | 22 |
| Tây Ban Nha          | 10 | 5 | 5 | 0  | 19 | 3  | +16 | 20 |
| Bosna và Hercegovina | 10 | 4 | 4 | 2  | 12 | 9  | +3  | 16 |
| Bỉ                   | 10 | 3 | 3 | 4  | 16 | 11 | +5  | 12 |
| Litva                | 10 | 2 | 4 | 4  | 8  | 9  | −1  | 10 |
| San Marino           | 10 | 0 | 0 | 10 | 2  | 40 | −38 | 0  |

|                      | Bỉ  | Bosna và Hercegovina | Litva | San Marino | Serbia và Montenegro | Tây Ban Nha |
| -------------------- | --- | -------------------- | ----- | ---------- | -------------------- | ----------- |
| Bỉ                   | –   | 4–1                  | 1–1   | 8–0        | 0–2                  | 0–2         |
| Bosna và Hercegovina | 1–0 | –                    | 1–1   | 3–0        | 0–0                  | 1–1         |
| Litva                | 1–1 | 0–1                  | –     | 4–0        | 0–2                  | 0–0         |
| San Marino           | 1–2 | 1–3                  | 0–1   | –          | 0–3                  | 0–6         |
| Serbia và Montenegro | 0–0 | 1–0                  | 2–0   | 5–0        | –                    | 0–0         |
| Tây Ban Nha          | 2–0 | 1–1                  | 1–0   | 5–0        | 1–1                  | –           |

## Kết quả
| Bỉ        | 1 – 1      | Litva          |
| --------- | ---------- | -------------- |
| Sonck 61' | (Chi tiết) | Jankauskas 73' |

| San Marino | 0 – 3      | Serbia và Montenegro          |
| ---------- | ---------- | ----------------------------- |
|            | (Chi tiết) | Vukić 4' · Jestrović 15', 83' |

| Litva                                                  | 4 – 0      | San Marino |
| ------------------------------------------------------ | ---------- | ---------- |
| Jankauskas 18', 50' · Danilevičius 65' · Gedgaudas 92' | (Chi tiết) |            |

| Bosna và Hercegovina | 1 – 1      | Tây Ban Nha |
| -------------------- | ---------- | ----------- |
| Bolić 79'            | (Chi tiết) | Vicente 65' |

| Bosna và Hercegovina | 0 – 0      | Serbia và Montenegro |
| -------------------- | ---------- | -------------------- |
|                      | (Chi tiết) |                      |

| Tây Ban Nha          | 2 – 0      | Bỉ |
| -------------------- | ---------- | -- |
| Luque 60' · Raúl 65' | (Chi tiết) |    |

| Serbia và Montenegro                                         | 5 – 0      | San Marino |
| ------------------------------------------------------------ | ---------- | ---------- |
| Milošević 35' · Stanković 46', 50' · Koroman 53' · Vukić 69' | (Chi tiết) |            |

| Litva | 0 – 0      | Tây Ban Nha |
| ----- | ---------- | ----------- |
|       | (Chi tiết) |             |

| Bỉ | 0 – 2      | Serbia và Montenegro  |
| -- | ---------- | --------------------- |
|    | (Chi tiết) | Vukić 7' · Kežman 60' |

| San Marino | 0 – 1      | Litva             |
| ---------- | ---------- | ----------------- |
|            | (Chi tiết) | D. Česnauskis 41' |

| Tây Ban Nha                                                    | 5 – 0      | San Marino |
| -------------------------------------------------------------- | ---------- | ---------- |
| Joaquín 15' · Torres 32' · Raúl 42' · Guti 61' · del Horno 75' | (Chi tiết) |            |

| Bỉ                                            | 4 – 1      | Bosna và Hercegovina |
| --------------------------------------------- | ---------- | -------------------- |
| É. Mpenza 15', 54' · Daerden 44' · Buffel 77' | (Chi tiết) | Bajramović 1'        |

| Bosna và Hercegovina | 1 – 1      | Litva            |
| -------------------- | ---------- | ---------------- |
| Misimović 21'        | (Chi tiết) | Stankevičius 60' |

| San Marino   | 1 – 2      | Bỉ                                  |
| ------------ | ---------- | ----------------------------------- |
| A. Selva 41' | (Chi tiết) | Simons 18' (ph.đ.) · Van Buyten 65' |

| Serbia và Montenegro | 0 – 0      | Tây Ban Nha |
| -------------------- | ---------- | ----------- |
|                      | (Chi tiết) |             |

| Serbia và Montenegro | 0 – 0      | Bỉ |
| -------------------- | ---------- | -- |
|                      | (Chi tiết) |    |

| San Marino   | 1 – 3      | Bosna và Hercegovina                 |
| ------------ | ---------- | ------------------------------------ |
| A. Selva 39' | (Chi tiết) | Salihamidžić 17', 38' · Barbarez 75' |

| Tây Ban Nha | 1 – 0      | Litva |
| ----------- | ---------- | ----- |
| Luque 68'   | (Chi tiết) |       |

| Tây Ban Nha  | 1 – 1      | Bosna và Hercegovina |
| ------------ | ---------- | -------------------- |
| Marchena 96' | (Chi tiết) | Misimović 39'        |

| Bosna và Hercegovina | 1 – 0      | Bỉ |
| -------------------- | ---------- | -- |
| Barbarez 62'         | (Chi tiết) |    |

| Serbia và Montenegro  | 2 – 0      | Litva |
| --------------------- | ---------- | ----- |
| Kežman 18' · Ilić 74' | (Chi tiết) |       |

| Litva | 0 – 1      | Bosna và Hercegovina |
| ----- | ---------- | -------------------- |
|       | (Chi tiết) | Barbarez 28'         |

| Bỉ | 8 – 0      | San Marino |
| --- | ---------- | ---------- |
| Simons 34' (ph.đ.) · Daerden 39', 67' · Buffel 44' · M. Mpenza 52', 71' · Vandenbergh 53' · Van Buyten 83' | (Chi tiết) |            |

| Tây Ban Nha | 1 – 1      | Serbia và Montenegro |
| ----------- | ---------- | -------------------- |
| Raúl 19'    | (Chi tiết) | Kežman 68'           |

| Litva | 0 – 2      | Serbia và Montenegro   |
| ----- | ---------- | ---------------------- |
|       | (Chi tiết) | Kežman 44' · Vukić 85' |

| Bosna và Hercegovina | 3 – 0      | San Marino |
| -------------------- | ---------- | ---------- |
| Bolić 46', 75', 82'  | (Chi tiết) |            |

| Bỉ | 0 – 2      | Tây Ban Nha     |
| -- | ---------- | --------------- |
|    | (Chi tiết) | Torres 56', 66' |

| San Marino | 0 – 6      | Tây Ban Nha                                                     |
| ---------- | ---------- | --------------------------------------------------------------- |
|            | (Chi tiết) | López 1' · Torres 11', 78', 89' (ph.đ.) · Sergio Ramos 31', 48' |

| Serbia và Montenegro | 1 – 0      | Bosna và Hercegovina |
| -------------------- | ---------- | -------------------- |
| Kežman 7'            | (Chi tiết) |                      |

| Litva                | 1 – 1      | Bỉ           |
| -------------------- | ---------- | ------------ |
| Deschacht 82' (l.n.) | (Chi tiết) | Geraerts 20' |

## Ghi bàn nhiều nhất
| Vị trí | Cầu thủ            | Đội tuyển            | Bàn thắng |
| ------ | ------------------ | -------------------- | --------- |
| 1      | Fernando Torres    | Tây Ban Nha          | 6         |
| 2      | Mateja Kežman      | Serbia và Montenegro | 5         |
| 3      | Elvir Bolić        | Bosna và Hercegovina | 4         |
| 3      | Zvonimir Vukić     | Serbia và Montenegro | 4         |
| 5      | Koen Daerden       | Bỉ                   | 3         |
| 5      | Timmy Simons       | Bỉ                   | 3         |
| 5      | Sergej Barbarez    | Bosna và Hercegovina | 3         |
| 5      | Edgaras Jankauskas | Litva                | 3         |
| 5      | Raúl González      | Tây Ban Nha          | 3         |